# Melanargia russiae
Melanargia russiae é uma espécie de insetos lepidópteros, mais especificamente de borboletas pertencente à família Nymphalidae.
A autoridade científica da espécie é Esper, tendo sido descrita no ano de 1783.
Trata-se de uma espécie presente no território português.

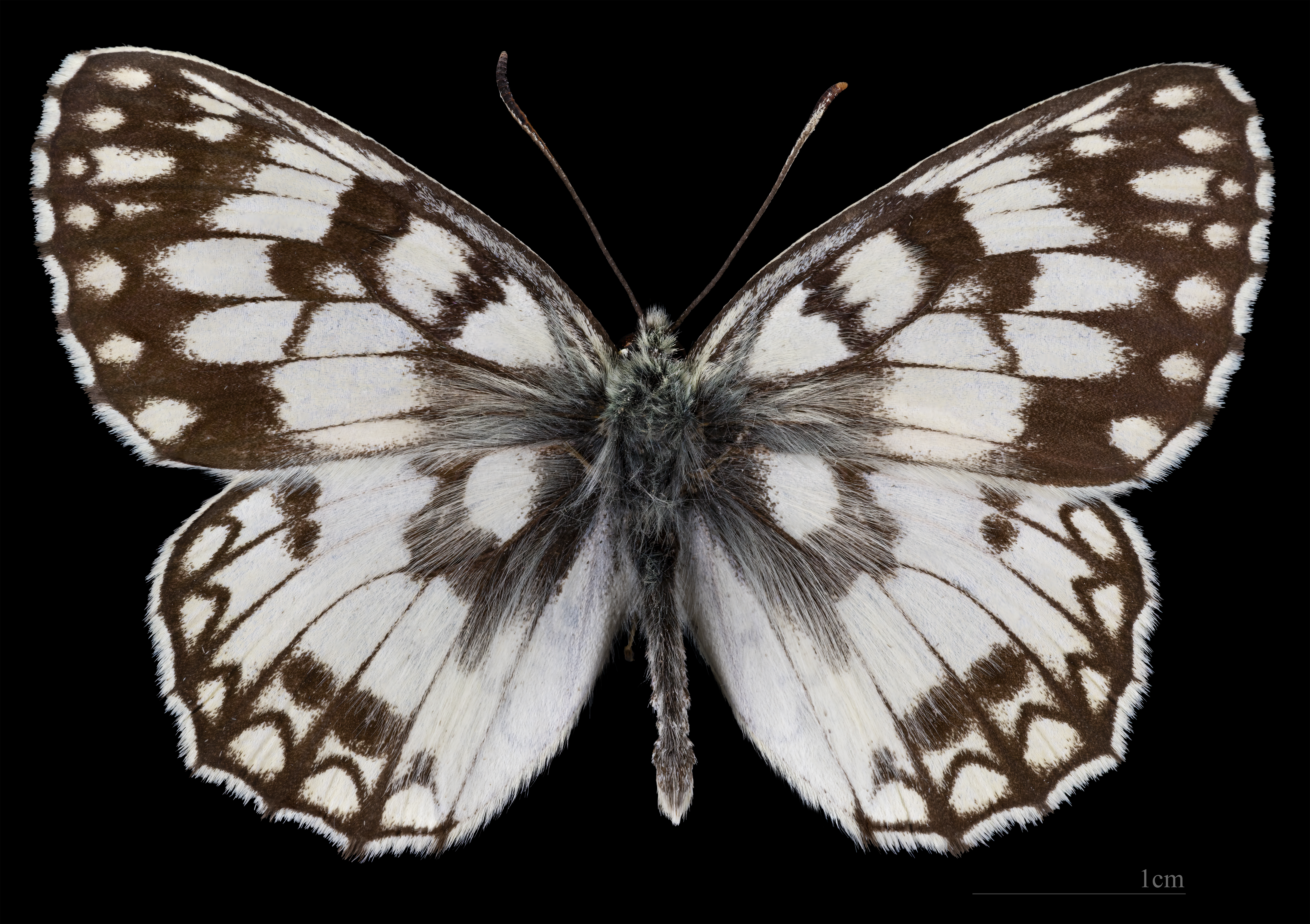
Melanargia russiae japygia ♂
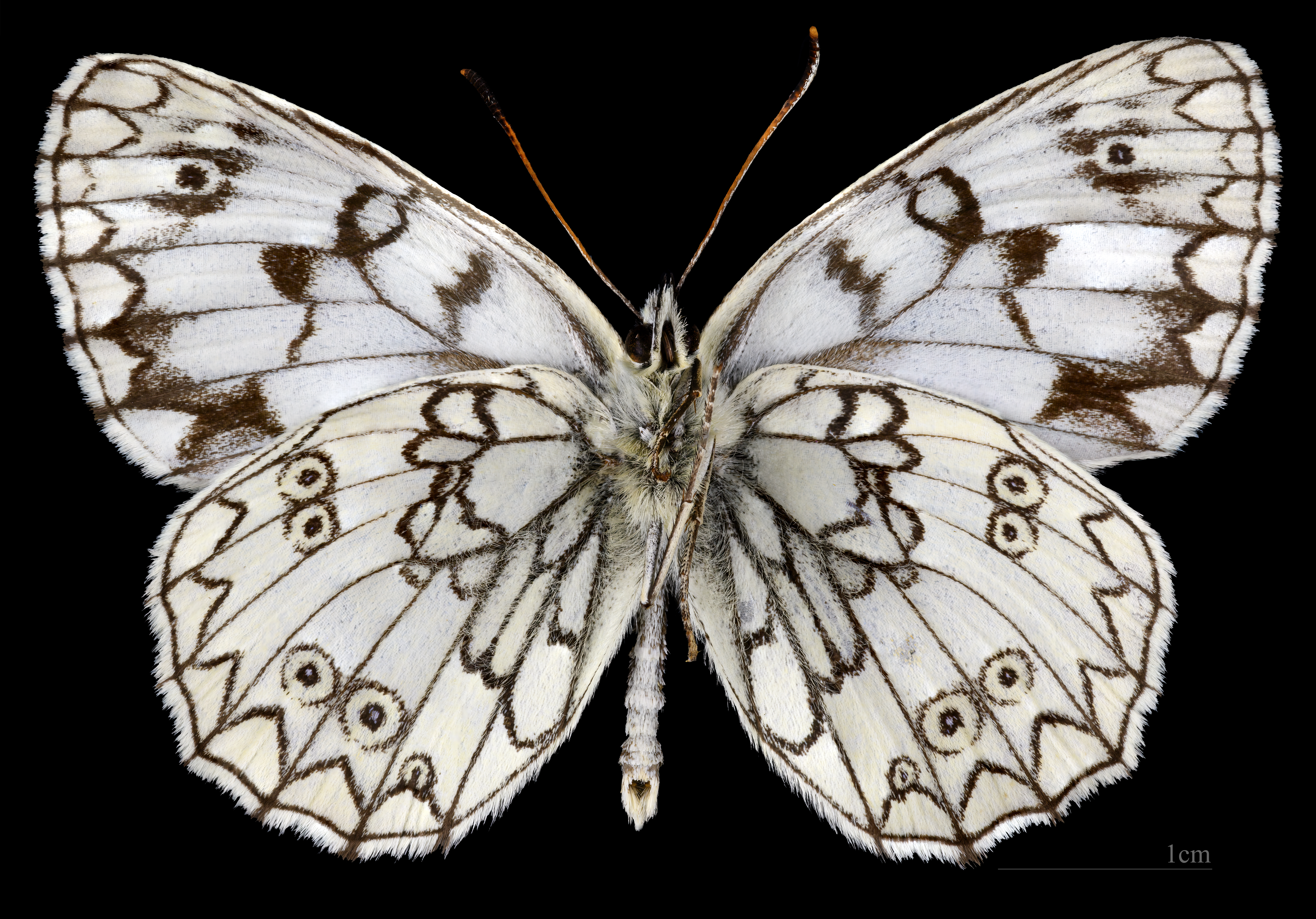
Melanargia russiae japygia ♂  △
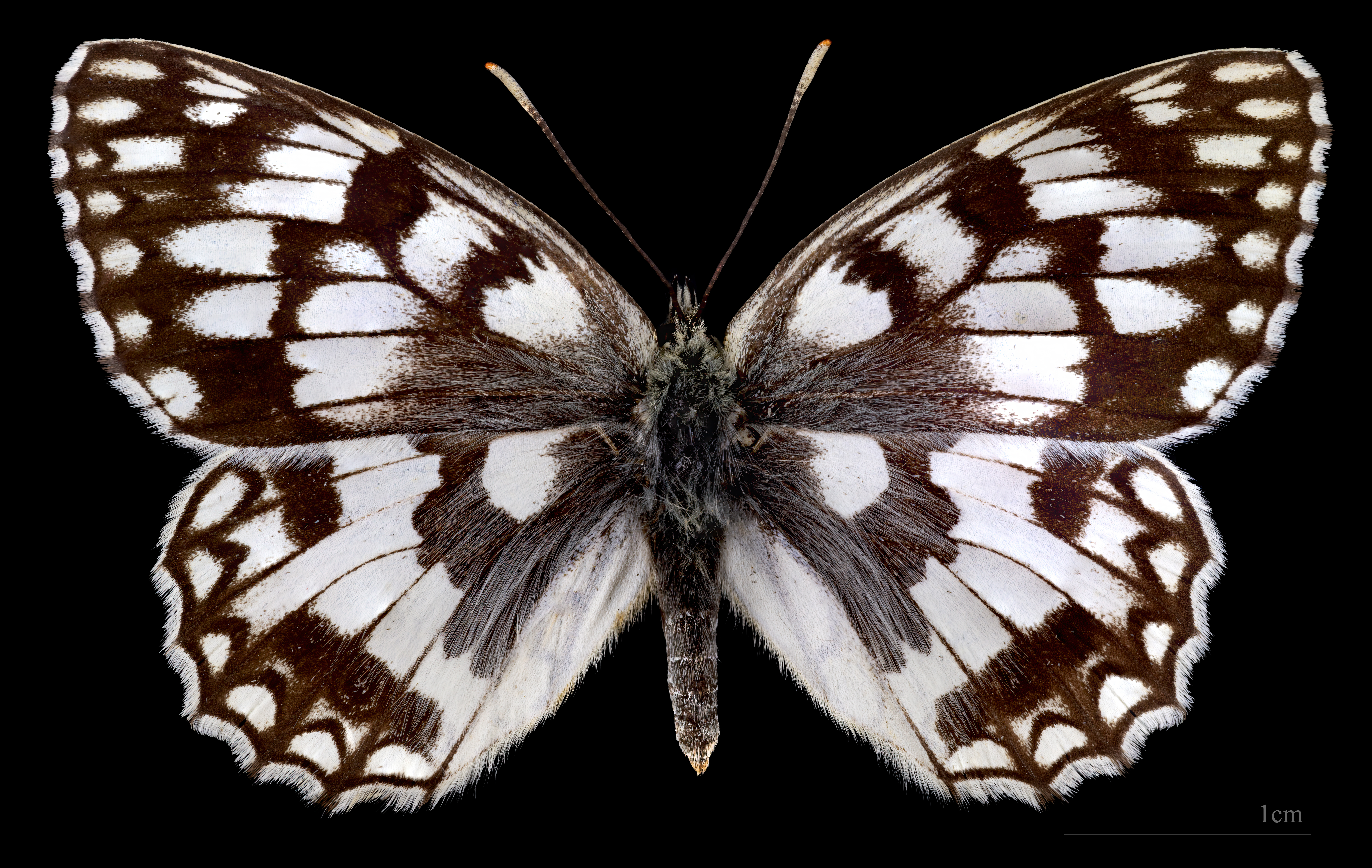
Melanargia russiae japygia ♀
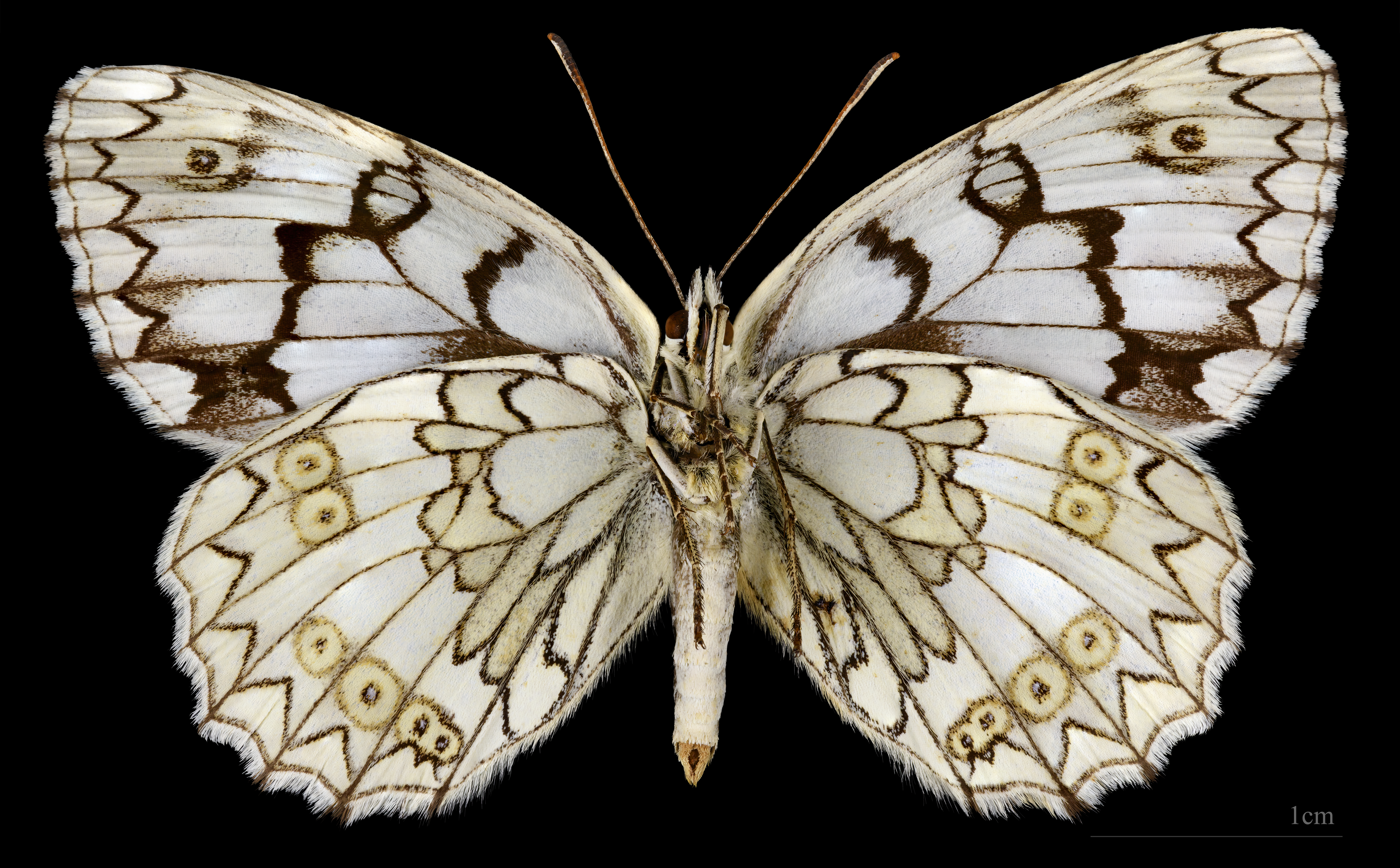
Melanargia russiae japygia ♀  △